# Universo de Einstein-de Sitter
El universo de Einstein-de Sitter es un modelo del universo propuesto por Albert Einstein y Willem de Sitter en 1932. Al enterarse por primera vez del descubrimiento de Edwin Hubble de una relación lineal entre el corrimiento al rojo de las galaxias y su distancia, Einstein estableció la constante cosmológica en cero en las ecuaciones de Friedmann, lo que resultó en un modelo del universo en expansión conocido como Universo de Friedmann–Einstein. En 1932, Einstein y De Sitter propusieron un modelo cósmico aún más simple al asumir una curvatura espacial que se desvanece, así como una constante cosmológica que se desvanece. En el lenguaje moderno, el universo de Einstein-de Sitter puede describirse como un modelo cosmológico para un universo métrico de Friedmann-Lemaître-Robertson-Walker (FLRW) de solo materia plana.
En el modelo, Einstein y De Sitter derivaron una relación simple entre la densidad promedio de materia en el universo y su expansión de acuerdo con H02 = кρ/3, donde H0 es la constante de Hubble, ρ es la densidad promedio de materia y к es la constante gravitacional de Einstein. El tamaño del universo de Einstein-de Sitter evoluciona con el tiempo a medida que {\displaystyle a\propto t^{2/3}}, lo que hace que su edad actual sea de 2/3 del tiempo de Hubble. El universo de Einstein-de Sitter se convirtió en un modelo estándar del universo durante muchos años debido a su simplicidad y debido a la falta de evidencia empírica para la curvatura espacial o una constante cosmológica. También representó un caso teórico importante de un universo de densidad de materia crítica en equilibrio justo en el límite de finalmente contraerse. Sin embargo, las revisiones posteriores de la cosmología de Einstein dejan en claro que vio el modelo como solo una de las varias posibilidades para el universo en expansión.
El universo de Einstein-de Sitter fue particularmente popular en la década de 1980, después de que la teoría de la inflación cósmica predijera que la curvatura del universo debería ser muy cercana a cero. Este caso con constante cosmológica cero implica el modelo de Einstein-de Sitter, y se desarrolló la teoría de la materia oscura fría, inicialmente con un presupuesto de materia cósmica en torno al 95% de materia oscura fría y el 5% de bariones. Sin embargo, en la década de 1990, varias observaciones, incluidas la agrupación de galaxias y las mediciones de la constante de Hubble, provocaron problemas cada vez más graves para este modelo. Tras el descubrimiento del universo en aceleración en 1998, y las observaciones del fondo de microondas cósmico y los estudios de corrimiento al rojo de las galaxias en 2000-2003, ahora se acepta generalmente que la energía oscura constituye alrededor del 70% de la densidad de energía actual, mientras que la materia oscura fría contribuye alrededor del 25%, como en el modelo Lambda-CDM.
El modelo de Einstein-de Sitter sigue siendo una buena aproximación a nuestro universo en el pasado con corrimientos al rojo entre 300 y 2, es decir, mucho después de la era dominada por la radiación pero antes de que la energía oscura se volviera importante.